# Orchidégartneren
|  | Denne artikel er oprettet af botten PalnaBot ud fra en ekstern database. Den kan derfor have sproglige fejl eller mangler. Denne skabelon kan fjernes efter kontrol af indholdet. |

Orchidégartneren er en eksperimentalfilm instrueret af Lars von Trier efter manuskript af Lars von Trier.

## Handling
En ung psykisk uligevægtig mand, der er billedkunstner i krise, har under et sanatorieophold mødt to sygeplejersker, Eliza og hendes veninde, der øjensynligt har et lesbisk forhold. Han lever (derefter?) sammen med Eliza.